# Korsnäs Idrottsförening Fotbollklubb
O Korsnäs Idrottsförening FK, ou simplesmente Korsnäs IF FK, é um clube de futebol da Suécia fundado em 1904. Sua sede fica localizada em Falun.